# インゴルフ ・トゥルバン
インゴルフ・トゥルバン (Ingolf Turban、1964年3月17日 - )は、ドイツのヴァイオリニスト。ミュンヘンの出身である。

## 来歴
母親はピアニスト、父親は音楽好きの医者、姉は女優のde:Dietlinde Turbanである。
12歳の時にミュンヘン音大のゲルハルト・ヘッツェルのクラスに入門を許された。更にアメリカ合衆国にて、ドロシー・ディレイ、エラーマンのマスタークラスに参加した。
1985年、21歳の時にセルジュ・チェリビダケの下ミュンヘン・フィルハーモニー管弦楽団の第一コンサートマスターとして迎え入れられる。
チェリビダケのトゥルバンに対する敬意と好意は「私はチェリ、君はトゥルビ」という発言に表れている。翌年1986年にチェリビダケはトゥルバンをソリストとして起用した。入団時の予定通り3年後の1988年、オーケストラを退きソリストとしての世界的なキャリアをスタートさせた。1991年にミラノ・スカラ座、及びワシントンでデビューした。
1995年よりシュトゥットガルト音楽大学の教授に就任する。トゥルバンのパガニーニの作品に対する特別な注力は、は2005年に室内楽オーケストラ「 I Virtuosi di Paganini」を結成したことにも表れている。2006年よりトゥルバンはミュンヘン音楽演劇大学の教授に就任し現在も後進の指導にあたっている。
トゥルバンのレパートリーは「バッハからベルクまで」広範囲に及ぶ。それに加え、時代様式やスタイルにこだわらず、演奏される機会の少ない作品演奏や、全く知られていない作品の発掘にも精力的である。その中には、緩めた弓で同時に全4本の弦を奏するオットー・ソルダンの「ひとつのヴァイオリンのためのカルテット、宗教的アダージョ」の様な変わった作品も含まれる。トゥルバンはこの作品をアンコールに好んで演奏する。
トゥルバンはこれまでに40枚を超えるCDを録音しており、その中には女優であった姉のディートリンデ・トゥルバンとの共演、ヴァイオリンの伴奏による文学朗読もある。トゥルバンはドイツ弦楽トリオのメンバーでもある。(Deutschen Streichtrios)
1999年に居住するガウティング市より、Günther-Klinge-Kulturpreisを授与された。